# Fang Xiongman
Fang Xiongman est un ancien joueur de snooker professionnel chinois, né le 9 avril 1993. Il a été professionnel de 2016 à 2018.

## Carrière
Fang commence à disputer des tournois professionnels en 2012, principalement sur le circuit asiatique, mais aussi en tant que joueur invité dans les tournois classés qui ont lieu dans son pays,. Il signe son meilleur résultat aux Masters de Shanghai en 2015, lorsqu'il se défait de Jamie Jones (5-1), au tour qualificatif, avant d'être battu au premier tour de l'épreuve par Stuart Bingham (5-2).
En 2016, Fang passe professionnel grâce à la Q School, et obtient ainsi une carte sur le circuit principal pour deux ans, de 2016 à 2018. Sur le premier tournoi de classement de la saison 2016-2017 (le Masters de Riga), il signe une victoire remarquable en qualifications, face à l'ancien numéro deux mondial, Stephen Maguire, sur le score de 4 à 2. Fang Xiongman remporte son premier match sur le circuit lors de l'Open d'Écosse en 2016, avec un succès 4-2 contre Martin O'Donnell.
À la fin de la saison 2017-2018, Fang Xiongman a besoin de repasser de nouveau par la Q School pour obtenir une nouvelle carte sur le circuit. Un échec lui coûte cependant sa place.